# Nowiny (powiat włocławski)
Nowiny – wieś w Polsce położona w województwie kujawsko-pomorskim, w powiecie włocławskim, w gminie Chodecz.
W latach 1975–1998 miejscowość położona była w województwie włocławskim. Według Narodowego Spisu Powszechnego (III 2011 r.) liczyła 75 mieszkańców. Jest 21. co do wielkości miejscowością gminy Chodecz.